# 296P/Garradd
296P/Garradd è una cometa periodica appartenente alla famiglia delle comete gioviane.
La cometa è stata scoperta il 22 aprile 2007 dall'astronomo australiano Gordon J. Garradd; la sua riscoperta il 6 gennaio 2014 ha permesso di numerarla definitivamente. Di questa cometa sono state trovate immagini di prescoperta risalenti al 30 giugno 2001.
La cometa ha una MOID col pianeta Giove di meno di 0,1 UA, il prossimo evento di tale genere avverrà il 9 dicembre 2119, passaggi così ravvicinati comportano la possibilità che Giove cambi l'orbita della cometa.